# Liliane Maestrini
Liliane "Lili" Simões Maestrini (Vitória, 26 oktober 1987) is een Braziliaans beachvolleyballer. Ze won een bronzen medaille bij de wereldkampioenschappen in 2013 en bij de Pan-Amerikaanse Spelen in 2015.

## Carrière

### 2006 tot en met 2014
Maestrini won in 2006 met Camilla dos Reis Saldanha de gouden medaille bij het beachvolleybaltoernooi van de Jogos da Lusofonia in Macau en werd het jaar daarop met Bárbara Seixas wereldkampioen onder de 21 in Modena. Vervolgens vormde ze van 2009 tot en met april 2011 een team met Luana Amorim Madeira. Het eerste seizoen debuteerde Maestrini in Brasilia in de FIVB World Tour en won ze opnieuw goud bij de Jogos da Lusofonia in Lissabon. In 2010 nam het tweetal deel aan tien toernooien in de mondiale competitie met twee dertiende plaatsen (Brasilia en Den Haag) als beste prestatie. Na het daaropvolgende seizoen nog een wedstrijd gespeeld te hebben met Luana, wisselde Maestrini van partner naar Ângela Lavalle. De twee speelden twee jaar samen. In 2011 deden ze mee aan elf toernooien in de World Tour waarbij ze drie negende plaatsen behaalden (Mysłowice, Stare Jabłonki en Klagenfurt). Daarnaast wonnen ze in Londen het olympisch testevent. Het jaar daarop was het duo actief op negen internationale toernooien met een vijfde (Berlijn) en twee negende plaatsen (Sanya en Klagenfurt) als beste resultaat. Met Maria Clara Salgado Solberg eindigde ze bovendien als vijfde in Stare Jabłonki en Mariehamn.
Van 2013 tot en met 2016 speelde Maestrini afwisselend met Rebecca Silva – voornamelijk in de continentale en nationale competities – en andere partners – voornamelijk in de World Tour. In 2013 was ze op mondiaal niveau actief met Bárbara. Het duo deed mee aan tien reguliere FIVB-toernooien en noteerde daarbij enkel toptienklasseringen. Ze werden tweede in Gstaad en derde in Rome en behaalden verder twee vijfde (Fuzhou en Shanghai) en zes negende plaatsen (Corrientes, Den Haag, Long Beach, Berlijn, Moskou en São Paulo). Bij de wereldkampioenschappen in Stare Jabłonki eindigden Maestrini en Bárbara als derde; ze verloren de halve finale van de latere kampioenen Zhang Xi en Xue Chen en wonnen de wedstrijd om het brons van het Amerikaanse duo April Ross en Whitney Pavlik. Met Rebecca won Maestrini bovendien twee continentale toernooien in Peru en Paraguay. Het daaropvolgende seizoen werd ze met Elize Maia derde bij een toernooi in Colombia en nam ze met Maria Clara deel aan het FIVB-toernooi van Klagenfurt. Met Rebecca speelde ze vier wedstrijden in de Braziliaanse competitie en deed ze mee aan de World Tour-toernooien van São Paulo en Paraná waar het tweetal respectievelijk als negende en derde eindigde.

### 2015 tot en met 2021
Begin 2015 waren Maestrini en Rebecca actief op vier toernooien in de landelijke en continentale competitie, waarna Maestrini voor de rest van het seizoen een team vormde met Carol Horta. Ze namen deel aan tien wedstrijden in de World Tour met twee vijfde plaatsen (Luzern en Moskou) en een negende plaats (Poreč) als resultaat. Daarnaast deden ze mee aan twee binnenlandse toernooien en wonnen ze de bronzen medaille bij de Pan-Amerikaanse Spelen in Toronto ten koste van het Canadese tweetal Melissa Humana-Paredes en Taylor Pischke. Het jaar daarop partnerde Maestrini met Maria Antonelli. De eerste helft van het seizoen deden ze mee aan twee nationale toernooien en drie internationale wedstrijden met een vijfde plaats in Vitória als beste resultaat. Vervolgens testte Antonelli in maart bij een dopingcontrole positief, waarna ze een schorsing kreeg die twee maanden later werd opgeheven. In de tussentijd speelde Maestrini met Rebecca twee wedstrijden in de Braziliaanse competitie en werd ze derde bij het Open-toernooi van Fortaleza. Na Antonellis terugkeer namen ze deel aan zes internationale toernooien – met als beste resultaat een vijfde plek in Poreč – en drie toernooien in de eigen competitie.
Van 2017 tot en met 2018 vormde Maestrini een team met Josi Alves. Het eerste seizoen deden ze mee aan acht toernooien in de World Tour. Ze kwamen daarbij tot een vijfde plaats in Fort Lauderdale en een negende plaats in Rio de Janeiro. In het nationale circuit was het duo actief op vijf toernooien en op continentaal niveau wonnen ze het toernooi van Lima. Het jaar daarop begonnen ze met twee derde plaatsen in de continetale competitie. In de World Tour namen ze vervolgens deel aan tien toernooien. Ze boekten twee overwinningen (Nantong en Nanjing) en eindigden eenmaal als vierde (Mersin) en vijfde (Luzern). In 2021 speelde Maestrini drie wedstrijden in de AVP Tour met Larissa França – met wie ze sinds 2013 getrouwd is. Ze werden tweede in Chicago en derde in Manhattan Beach.

## Palmares
Kampioenschappen
- 2006:  Jogos da Lusofonia
- 2007:  WK U21
- 2009:  Jogos da Lusofonia
- 2013:  WK
- 2015:  Pan-Amerikaanse Spelen

FIVB World Tour
- 2013:  Grand Slam Rome
- 2013:  Grand Slam Gstaad
- 2014:  Paraná Open
- 2016:  Fortaleza Open
- 2018:  2* Nantong
- 2018:  2* Nanjing